# Anna Franziska Srna
Anna Franziska Srna (* 11. November 1968 in Mannheim) ist eine österreichische Schauspielerin.

## Leben
Sie studierte Theaterwissenschaft und Publizistik an der Universität Wien, bevor sie ihr Schauspielstudium an der Hochschule für Schauspielkunst Ernst Busch in Berlin begann. Sie wirkte in zahlreichen TV- und Kino Produktionen mit, u. a. Das jüngste Gericht, Kommissar Rex, Trautmann, SOKO Wismar, CopStories, Rocco, Der letzte Tanz, Petit, Die Mamba.
Ihr Schwerpunkt liegt jedoch beim Theater. Hier wirkte sie unter anderem bei der Ruhrtriennale, den Wiener Festwochen, dem Renaissancetheater Berlin, dem Nationaltheater Mannheim, dem Burgtheater Wien, dem Volkstheater (Wien), im Theater in der Josefstadt, in Reichenau an der Rax, am Theater Dortmund, Theater Garage X und den Kunstfestspielen Hannover.
Seit 2005 gab es einige Gastauftritte im Musiktheater, als Schauspielerin in zentralen Partien, die zum Teil eigens für sie entwickelt wurden, u. a. an der Semperoper Dresden, am Theater an der Wien und in Schwetzingen. Für den MDR übernahm sie die Rolle der Antigone, begleitet von der Schauspielmusik von Mendelssohn  Bartholdy. Im Konzerthaus Berlin trat sie an der Seite von Bo Skovhus als Sprecherin auf.
In der Festspielsaison 2006 und 2007 trat sie als Gretchen und Helena in Faust I und Faust II im Rahmen der Bad Hersfelder Festspiele auf. 2008 übernahm sie dort Rolle der Johanna in Die Jungfrau von Orléans. Im selben Jahr erhielt sie auch den Großen Hersfeld-Preis. Für ihre Rolle der Marie am Wiener Volkstheater an der Seite von Karl Markovicz wurde sie mit dem Nestroypreis ausgezeichnet. Für ihre Darstellung in Das Blut in der Regie von Anselm Weber bekam sie den Karl Skraup Preis.
2014 trat sie erstmals als Alma in Paulus Mankers Produktion Alma a showbiz bis ans Ende auf.

## Auszeichnungen
- 1999/2000: Karl-Skraup-Preis für Das Blut
- 2002: Nestroy-Theaterpreis für die Beste Nebenrolle als Marie in Woyzeck
- 2008: Großer Hersfeld-Preis für die Rolle der Johanna in „Die Jungfrau von Orléans“

## Filmografie (Auswahl)
- 1998: In der Löwengrube
- 2000: Probieren Sie’s mit einem Jüngeren
- 2002: Rocco
- 2002: SOKO Kitzbühel – Das Idol
- 2003: Schlosshotel Orth – Ein gut gemeinter Rat
- 2006: SOKO Kitzbühel – Nachrichten vom Tod
- 2006: Trautmann – Bumerang
- 2007: Novotny & Maroudi – Zahngötter in Weiß – Partnerinnensuche
- 2010: SOKO Wismar – Schlechte Karten für Belinda
- 2014: Der letzte Tanz
- 2014: CopStories – Dreck
- 2015: SOKO Donau – 14 Jahre tot